# Bedarfsverwaltung
Die Bedarfsverwaltung (auch Bedarfsdeckungsverwaltung) soll der Öffentlichen Verwaltung Personal, Sachmittel und Dienstleistungen beschaffen. Sie ist eine besondere Verwaltungsaufgabe, die die Erfüllung der eigentlichen Verwaltungsaufgaben ermöglichen soll.
Dabei stehen ihr drei Handlungsmöglichkeiten zur Verfügung:
- Der Einkauf am Markt durch fiskalische Hilfsgeschäfte.
- Die Eigenproduktion.
- Die Enteignung (z. B. gem. § 19 FStrG).

Der größte Teil der nötigen Sachmittel (Büromaterial, Fahrzeuge, Gebäude etc.) und Dienstleistungen (Bauarbeiten, Gutachten etc.) wird am Markt beschafft. Die Verwaltungsbehörde bedient sich dabei der privatrechtlichen Vorschriften. Daraus ergibt sich auch die Zuständigkeit der Zivilgerichte (nicht der Verwaltungsgerichte) in Streitfällen. Es liegt jedoch weiterhin eine Bindung durch maßgebliche öffentlich-rechtliche Vorschriften insbesondere der Grundrechte vor (z. B. Beachtung Gleichheitssatz (Art. 3 Abs. 1 GG) bei Auftragsvergabe).
Die Eigenproduktion kann zum Beispiel durch die Anstellung von eigenem Personal erfolgen, welches Verwaltungseinrichtungen repariert oder forschend tätig wird.
Die Enteignung dient der Beschaffung einzelner Vermögensobjekte, die nicht käuflich zu erwerben sind (Beispiel: Enteignung eines Grundstückes zum Bau einer Straße).
Die Bedarfsverwaltung kann durch die gezielte Auftragsvergabe als Lenkungsverwaltung handeln.
Der Umfang der Bedarfsverwaltung wird für Deutschland auf Beträge zwischen 250 und 300 Milliarden Euro pro Jahr geschätzt.